# Don’t Tell Me (песня Аврил Лавин)
«Don’t Tell Me» (с англ. — «Не говори мне») — первый сингл из второго студийного альбома Аврил Лавин Under My Skin. Песня была написана Аврил Лавин и Эваном Tобенфельдом и спродюсирована Бутчем Уолкером. Сингл был выпущен 1 марта 2004 года лейблом Arista Records и занял 22-е место в американском Billboard Hot 100.

## История
Когда ее спросили, о чем эта песня, Лавин ответила:
Она о том, как быть сильной. Многие парни хотят пригласить тебя на ужин, а потом сразу же переспать с тобой. Девушки должны быть сильными и не позволять ни одному парню давить на них.

В интервью 2007 года она рассказала: 
Когда я писала эту песню, я просто думала о том, каково это ― быть девушкой. Мне было семнадцать тогда. Я только что закончила среднюю школу. В наши дни на девочек оказывается большое давление, и я счастлива, что у меня есть эта песня, что я могу петь ее на сцене каждый вечер и предостерегать их.

## Критика
В рецензии на альбом Under My Skin Дэвид Браун из Entertainment Weekly написал: 
Оказалось, что Sk8er Boi из первого альбома оказался эгоистичным, противным подонком, который бросает ее, судя по синглу «Don’t Tell Me».

Газета The Guardian была противоречива: 
Нынешний сингл несет послание-совет для половозрелых поклонниц Лавин, он изображает растерянную и сердитую Лавин, отбивающуюся от чрезмерно нетерпеливого бойфренда.
Журнал PopMatters назвал песню «Don't Tell Me лучшей в альбоме. Журнал Rolling Stone также высоко оценил ее.

## Музыкальный клип
Клип на песню был снят режиссером Лиз Фридлендер в Лос-Анджелесе в марте 2004 года.
Сюжет рассказывает историю этой песни. Она начинается с того, что парень Лавин покидает ее квартиру. Вымещая свой гнев на спальне и зеркале, она следует за ним по городу. Во время припева песни парень видит ее сразу во многих местах, поэтому он чувствует себя виноватым, и ее чувства тяжело давят на его разум. В конце видео она решает, что ему лучше без нее, и позволяет ему уйти, а в последнем кадре она взлетает.
Клип был номинирован на лучшее поп-видео на премии MTV Video Music Awards 2004 года.

## Список композиций
Австралия — CD single

(82876614112; Released April 14, 2004)
1. «Don’t Tell Me»
2. «Don’t Tell Me» (acoustic)
3. «Take Me Away»

International Maxi — CD single
1. «Don’t Tell Me»
2. «Don’t Tell Me» (acoustic)
3. «Take Me Away»
4. «Don’t Tell Me» (music video)

Великобритания, Германия и Франция — CD single
1. «Don’t Tell Me»
2. "Don’t Tell Me (acoustic)

Япония — CD single

(BVCA-29607; Released April 28, 2004)
1. «Don’t Tell Me»
2. «Take Me Away»

Европа/Бразилия/Япония/Мексика/США промо
1. «Don’t Tell Me» (album version)

## Чарты
| Чарт (2004)                             | Высшая позиция |
| --------------------------------------- | -------------- |
| Австралия (ARIA)                        | 10             |
| Австрия (Ö3 Austria Top 40)             | 12             |
| Бельгия/Фландрия (Ultratop 50)          | 22             |
| Бельгия/Валлония (Ultratop 50)          | 28             |
| Canada (Nielsen SoundScan)              | 5              |
| Canada CHR/Pop Top 30 (Radio & Records) | 4              |
| СНГ (TopHit Airplay)                    | 79             |
| Дания (Tracklisten)                     | 14             |
| Europe (Eurochart Hot 100)              | 8              |
| Франция (SNEP)                          | 53             |
| Германия (GfK)                          | 10             |
| Greece (IFPI)                           | 10             |
| Венгрия (Rádiós Top 40)                 | 30             |
| Ирландия (IRMA)                         | 9              |
| Италия (FIMI)                           | 4              |
| Japan (Oricon)                          | 35             |
| Нидерланды (Dutch Top 40)               | 8              |
| Нидерланды (Single Top 100)             | 20             |
| Новая Зеландия (Recorded Music NZ)      | 15             |
| Норвегия (VG-lista)                     | 12             |
| Romania (Romanian Top 100)              | 44             |
| Шотландия (OCC Scotland)                | 3              |
| Испания (PROMUSICAE)                    | 8              |
| Швеция (Sverigetopplistan)              | 30             |
| Швейцария (Schweizer Hitparade)         | 9              |
| Великобритания (OCC UK Singles)         | 5              |
| США (Billboard Hot 100)                 | 22             |
| США (Billboard Adult Pop Airplay)       | 10             |
| США (Billboard Pop Airplay)             | 9              |

| Чарт (2004)                       | Позиция |
| --------------------------------- | ------- |
| Australia (ARIA)                  | 98      |
| Italy (FIMI)                      | 31      |
| Japan (Oricon)                    | 1       |
| Netherlands (Dutch Top 40)        | 95      |
| Switzerland (Schweizer Hitparade) | 94      |
| UK Singles (OCC)                  | 115     |
| US Billboard Hot 100              | 92      |

| Регион | Сертификация | Продажи  |
| --- | ------------ | -------- |
| Австралия (ARIA) | Золотой      | 35 000^  |
| США (RIAA) | Золотой      | 500 000* |
| * Данные о продажах приведены только на основе сертификации. ^ Данные о тиражах приведены только на основе сертификации. |              |          |

## Премии и награды
| Год  | Премия                 | Номинация                                         | Результат |
| ---- | ---------------------- | ------------------------------------------------- | --------- |
| 2004 | MuchMusic Video Awards | Лучшее международное видео канадского исполнителя | победа    |
| 2004 | MTV Video Music Awards | Лучшее поп-видео                                  | номинация |
| 2004 | MTV Video Music Brasil | Лучшее международное видео                        | номинация |